# زلف پیر یعقوبی
زلف پیر یعقوبی (نام علمی: Senecio jacobaea) نام یک گونه از سرده پیرگیاه است.